# Konnersreuth
Konnersreuth è un comune tedesco di 1 951 abitanti, situato nel land della Baviera.